# D
D (wymowa: de, minuskuła: d) – czwarta litera alfabetu łacińskiego, szósta litera alfabetu polskiego, w którym służy do oznaczania spółgłoski zwartej zębowej dźwięcznej.

## Historia
| O31 |

| O31 |

| K1 |

| K1 |

| K2 |

| K2 |

## Grafemy i symbole oparte na D
| Niektóre litery diakrytyzowane i ligatury | Niektóre litery diakrytyzowane i ligatury | Niektóre litery diakrytyzowane i ligatury | Niektóre litery diakrytyzowane i ligatury | Niektóre litery diakrytyzowane i ligatury | Niektóre litery diakrytyzowane i ligatury | Niektóre litery diakrytyzowane i ligatury | Niektóre litery diakrytyzowane i ligatury | Niektóre litery diakrytyzowane i ligatury | Niektóre litery diakrytyzowane i ligatury |
| ----------------------------------------- | ----------------------------------------- | ----------------------------------------- | ----------------------------------------- | ----------------------------------------- | ----------------------------------------- | ----------------------------------------- | ----------------------------------------- | ----------------------------------------- | ----------------------------------------- |
| D́ d́                                       | D̂ d̂                                       | Ɗ ɗ                                       | Ď ď                                       | D̄ d̄                                       | Ḋ ḋ                                       | Ƌ ƌ                                       | D̓ d̓                                       | Đ đ                                       | Ḓ ḓ                                       |
| Ɖ ɖ                                       | Ḑ ḑ                                       | Ḏ ḏ                                       | Ḍ ḍ                                       | D̤ d̤                                       | D̦ d̦                                       | Ḏ̣ ḏ̣                                       | Ḍ̄ ḍ̄                                       | Đ̣ đ̣                                       | Ð ð                                       |
| Znaki alfabetów fonetycznych              |                                           |                                           |                                           |                                           |                                           |                                           |                                           |                                           |                                           |
| ẟ                                         | ƍ                                         | ȸ                                         | ᵭ                                         | ᶁ                                         | ȡ                                         | ᶑ                                         | ᴅ ᴰ ᵈ                                     |                                           |                                           |
| Symbole i skróty                          |                                           |                                           |                                           |                                           |                                           |                                           |                                           |                                           |                                           |
| ₫                                         | ∂                                         |                                           |                                           |                                           |                                           |                                           |                                           |                                           |                                           |

## Inne reprezentacje
| Sygnalizacja                            | Sygnalizacja       | Sygnalizacja | Język migowy | Język migowy | Język migowy | Alfabet Braille’a |
| flaga Międzynarodowego Kodu Sygnałowego | Alfabet semaforowy | Kod Morse’a  | francuski    | kanadyjski   | polski       | Alfabet Braille’a |
| --------------------------------------- | ------------------ | ------------ | ------------ | ------------ | ------------ | ----------------- |
|                                         |                    | Dⓘ           |              |              | i            |                   |

## Kodowanie
| Znak                   | D                      | D                      | d                    | d                    |
| ---------------------- | ---------------------- | ---------------------- | -------------------- | -------------------- |
| Nazwa w Unikodzie      | Latin Capital Letter D | Latin Capital Letter D | Latin Small Letter D | Latin Small Letter D |
| Kodowanie              | dziesiątkowo           | szesnastkowo           | dziesiątkowo         | szesnastkowo         |
| Unicode                | 68                     | U+0044                 | 100                  | U+0064               |
| UTF-8                  | 68                     | 44                     | 100                  | 64                   |
| Odwołania znakowe SGML | &#68;                  | &#x0044;               | &#100;               | &#x0064;             |
| ASCII                  | 68                     | 44                     | 100                  | 64                   |
| EBCDIC                 | 196                    | C4                     | 132                  | 84                   |

1. ↑  W tym pochodne ASCII, takie jak DOS, Windows, ISO-8859 i Macintosh.